# Cometa Shoemaker-Levy 9
Shoemaker-Levy 9 (formalmente designado como D/1993 F2) foi um cometa descoberto pelos astrônomos Carolyn Shoemaker, Eugene Shoemaker e David H. Levy em 24 de março de 1993, em uma fotografia tirada pelo telescópio Schmidt do Observatório Palomar na Califórnia. Esse cometa se partiu em pedaços e colidiu com Júpiter em julho de 1994, fornecendo a primeira observação direta de uma colisão extraterrestre entre dois corpos do Sistema Solar. Isso gerou muita cobertura na mídia, e o cometa foi observado por astrônomos do mundo inteiro. A colisão também forneceu novas informações sobre Júpiter e destacou sua função em reduzir os detritos espaciais no sistema solar interior. Ele foi o primeiro cometa a ser visto orbitando um planeta, e provavelmente foi capturado por Júpiter cerca 25 anos antes do impacto.
Cálculos mostraram que o cometa passou o limite de Roche de Júpiter em julho de 1992, e as forças de maré do planeta fizeram com que ele fosse fragmentado em vários pedaços de até 2 km de diâmetro. Esses fragmentos colidiram no hemisfério sul de Júpiter entre 16 de julho e 22 de julho de 1994, a uma velocidade de 60 km/s. As manchas que o impacto causou foram mais fáceis de visualizar do que a Grande Mancha Vermelha e ficaram visíveis durante meses.

## Descoberta
Durante a realização de um programa para descobrir objetos próximos da Terra, Carolyn Shoemaker, Eugene Shoemaker e David H. Levy descobriram o cometa Shoemaker-Levy 9 na noite de 24 de março de 1993. Ele foi o nono cometa de curto período (um cometa que tem um período orbital de 200 anos ou menos) descoberto pelos Shoemaker e Levy, e recebeu o nome deles. Foi sua décima primeira descoberta de cometas, sendo que duas delas foram de cometas não-periódicos, que utilizam uma nomenclatura diferente. A descoberta foi anunciada pela Circular IAU 5725 em 26 de março de 1993. No dia seguinte foram publicados os primeiros elementos orbitais do cometa na Circular IAU 5726.
A imagem da descoberta deu o primeiro indício de que Shoemaker-Levy 9 era um cometa estranho, já que ele apareceu mostrando diversos núcleos em uma região alongada de cerca de 50 segundos de arco de comprimento e de 10 segundos de arco de largura. Brian Marsden, astrônomo do Central Bureau for Astronomical Telegrams, notou que o cometa estava muito perto de Júpiter, e por isso sugeriu que ele houvesse sido fragmentado pela gravidade do planeta.

## Órbita

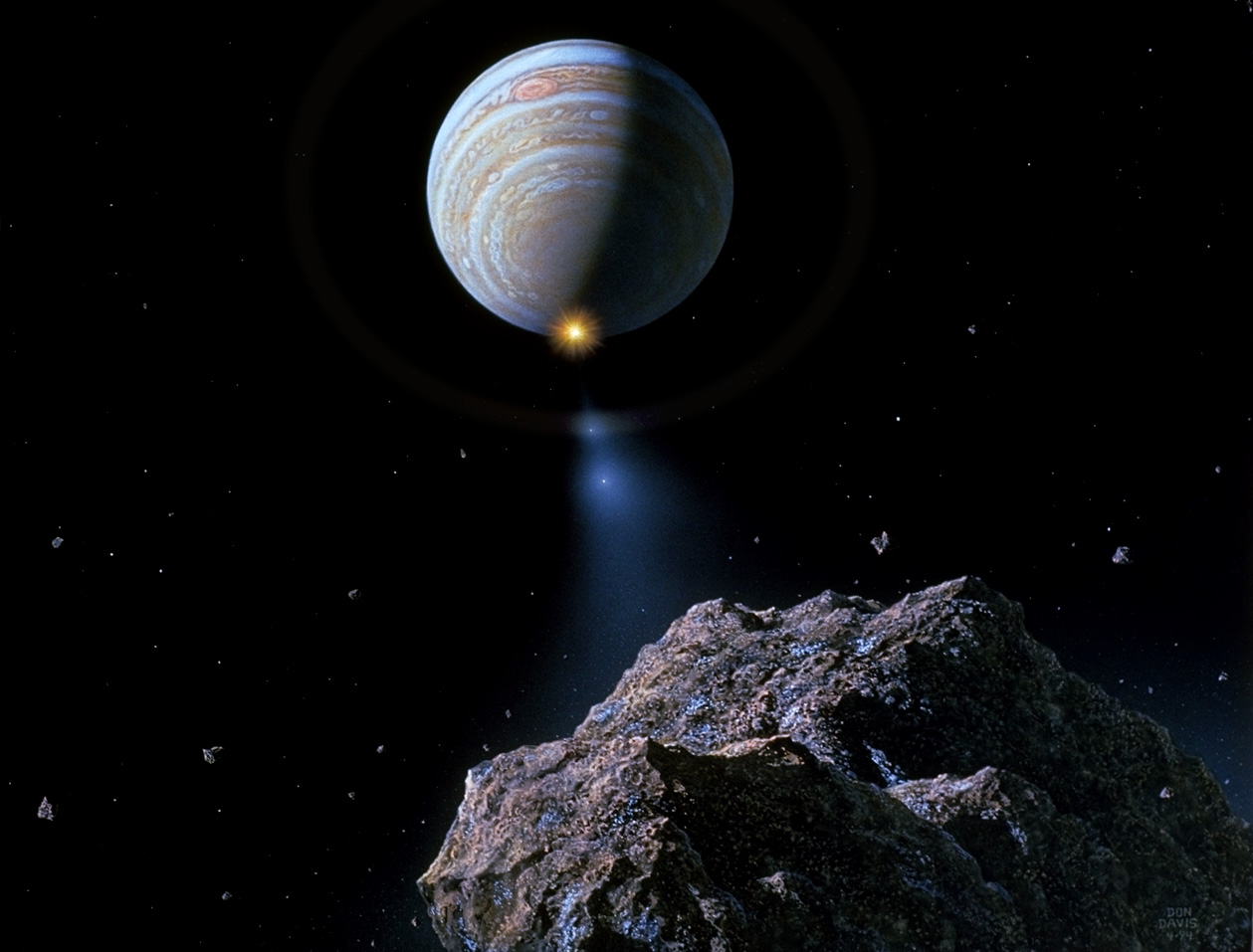
Representação artística do cometa em rota de colisão com Júpiter

Estudos da órbita de Shoemaker-Levy 9 logo revelaram que ele estava orbitando Júpiter ao invés do Sol, ao contrário de todos os cometas conhecidos na época de sua descoberta. Ele levava cerca de dois anos para orbitar Júpiter e sua distância mínima do planeta era de 0,33 UA. Sua órbita era bastante excêntrica (e = 0,9986).
Analisando a órbita do cometa, foi revelado que ele estava orbitando Júpiter há algum tempo. É mais provável que ele tenha sido capturado no início da década de 1970, embora isso possa ter acontecido um pouco antes, na década de 1960. Várias outras observações acharam imagens de Shoemaker-Levy 9 obtidas antes de 24 de março de 1993 (método precovery), incluindo uma fotografia de Kin Endate de 17 de março de 1993, uma outra de Satoru Otomo tirada em 17 de março de 1993 e mais uma de Eleanor F. Helin de 19 de março. Nenhuma imagem obtida antes de março de 1993 foi encontrada. Antes de o cometa orbitar Júpiter, ele foi provavelmente um cometa de curto período com um afélio menor do que o de Júpiter, e perélio próximo ao cinturão de asteroides.
O volume de espaço no qual pode-se dizer que um corpo está em órbita de Júpiter é definido pela esfera de Hill do planeta. Quando o cometa foi capturado por Júpiter, ele estava perto de seu afélio, e estava dentro da esfera de Hill do planeta. Devido ao fato de que o movimento do cometa em relação a Júpiter era muito pequeno, ele estava se aproximando de Júpiter quase em linha reta, o que fez ele ficar em uma órbita muito excêntrica.
O cometa passou muito perto de Júpiter em 7 de julho de 1992, a apenas 40 000 km acima das nuvens do planeta, uma distância menor que o raio de Júpiter, que é de 70 000 km, e mais perto do planeta do que seu satélite natural mais interno, Métis, e do limite de Roche dele, dentro do qual as forças de maré são fortes o suficiente para fragmentar um corpo que está unido apenas pela própria gravidade. Embora o cometa já tivesse passado muito perto de Júpiter outras vezes, o encontro de 7 de julho de 1992 foi o mais próximo, e acredita-se que a fragmentação do cometa ocorreu nele. Cada fragmento do cometa foi indicado por uma letra do alfabeto, desde "fragmento A" até "fragmento W", uma prática que já tinha sido usada para denominar fragmentos de outros cometas.
Com base em cálculos orbitais, astrônomos deduziram que o cometa passaria a apenas 45 000 km do centro de Júpiter em julho de 1994, uma distância menor que o raio do planeta, significando que haveria uma possibilidade extremamente alta de uma colisão nesta data.

## Previsão da colisão
A descoberta de um cometa que poderia se chocar com Júpiter causou muitas expectativas na comunidade científica, já que os astrônomos nunca tinham visto uma colisão significativa entre dois corpos do sistema solar. Vários estudos foram feitos, e conforme a órbita do cometa ficava mais precisa, a possibilidade deste impacto tornou-se uma certeza. A colisão seria uma oportunidade única para que os cientistas olhassem o interior da atmosfera de Júpiter, já que ela causaria erupções de materiais de partes dela, que normalmente estão escondidos pelas camadas mais externas.
Astrônomos estimaram que os fragmentos de Shoemaker-Levy 9 tinham tamanhos diferentes, que variavam de poucas centenas de metros a dois quilômetros, o que sugere que, antes da fragmentação, o cometa poderia ter um núcleo de até cinco quilômetros de diâmetro, maior que o cometa Hyakutake. Um dos grandes debates antes da colisão foi se o impacto seria visível da Terra. Outros efeitos sugeridos foram ondas sísmicas atravessando Júpiter, um aumento de neblina na estratosfera devido à poeira gerada pelo impacto, e um aumento na massa do anéis de Júpiter.

## Impactos

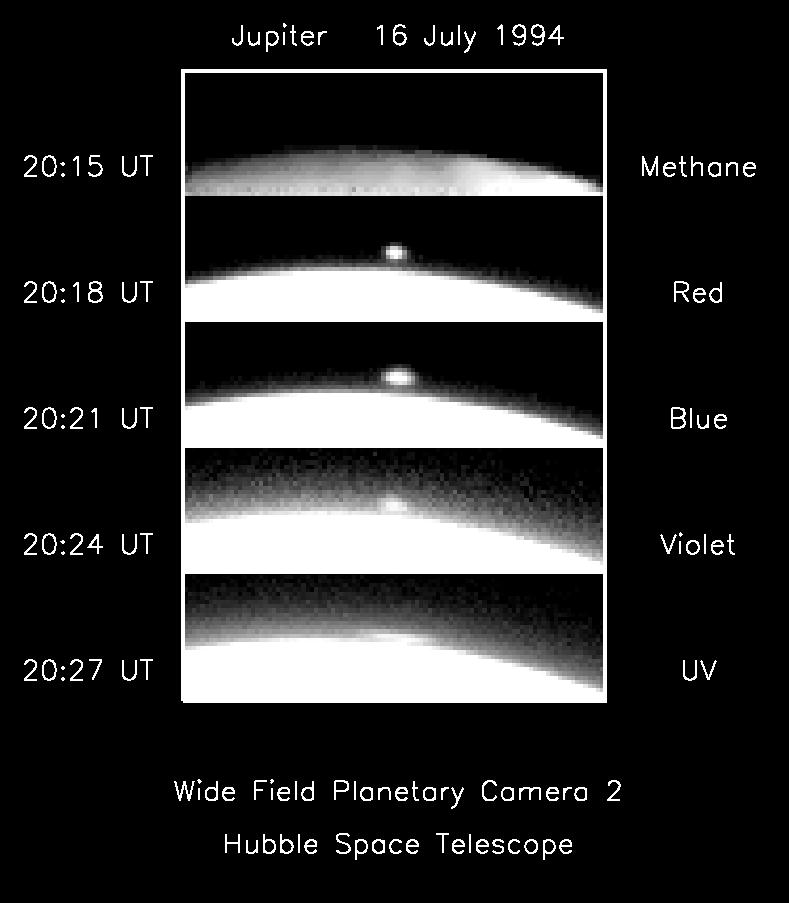
Imagens do Telescópio Espacial Hubble de uma bola de fogo do primeiro impacto aparecendo na borda de Júpiter

A antecipação aumentou conforme a data prevista para a colisão aproximou-se, e vários astrônomos prepararam seus telescópios para observar Júpiter. Diversos observatórios espaciais fizeram o mesmo, como o Telescópio Espacial Hubble, o satélite de observação de raios-X ROSAT e também a sonda Galileu, que estava a caminho do planeta. Os impactos aconteceram do lado de Júpiter oposto ao lado visível da Terra no momento, e somente a sonda Galileu, que no momento estava a 1,6 UA do planeta, foi capaz de observar o cometa no momento da colisão, porém a rápida rotação de Júpiter fez com que os locais do impacto logo ficassem visíveis da Terra.
A  sonda Ulysses e a Voyager 2 também fizeram observações do impacto. A Ulysses, criada principalmente para observações solares, observou Júpiter quando estava a 2,6 UA de distância. A Voyager 2, que já tinha passado por Netuno em 1989, estava a 44 UA de Júpiter e foi programada para registrar emissões de rádio entre 1 e 390 kHz.

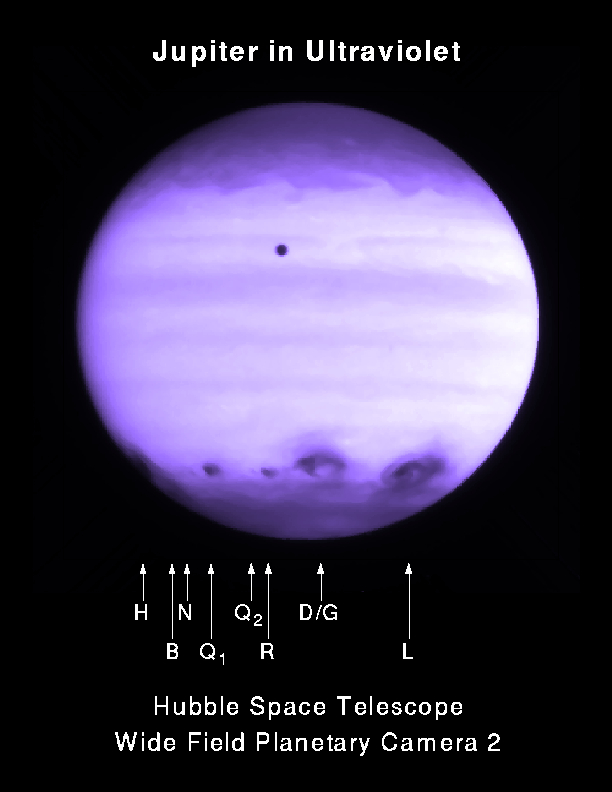
Júpiter em ultravioleta, cerca de 2,5 horas após o impacto do fragmento R. O ponto preto no topo da imagem é uma lua galileana transitando Júpiter

O primeiro impacto ocorreu às 20h12min UTC de 16 de julho de 1994, quando o fragmento A atingiu o hemisfério sul de Júpiter a uma velocidade de 60 km/s. Instrumentos da sonda Galileu detectaram uma bola de fogo que atingiu uma temperatura de 24 000 K, mas que em 40 segundos se expandiu e esfriou para 1 500 K. A pluma alcançou uma altura de 3 000 km. Poucos minutos após a detecção da bola de fogo, a Galileu mediu um aumento da temperatura, provavelmente causado por material ejetado que caiu em Júpiter. Telescópios terrestres observaram a bola de fogo subindo da borda do planeta pouco depois do impacto inicial.
Astrônomos esperavam ver as bolas de fogo do impacto, mas não tinham nenhuma ideia da visibilidade dos efeitos atmosféricos do impacto na Terra. Observadores logo viram uma grande mancha após o primeiro impacto. A mancha foi visível na maioria dos telescópios, e tinha 6 000 km de diâmetro (uma vez o raio da Terra). Pensa-se que essa e outras manchas foram formadas por detritos do impacto.
Ao longo de seis dias, 21 impactos distintos foram observados, sendo que o maior aconteceu às 07h33min UTC de 18 de julho de 1994, quando o fragmento G colidiu em Júpiter. Esse impacto criou uma mancha escura muito grande de cerca de 12 000 km de diâmetro, e estima-se que liberou energia equivalente a 6 000 000 de megatons de TNT (600 vezes todo o arsenal nuclear do mundo). Dois impactos que aconteceram em um período de doze horas em 19 de julho criaram marcas de impacto de tamanho similar ao tamanho da marca causada pelo fragmento G, e os impactos continuaram até 22 de julho, quando o fragmento W colidiu com o planeta.

## Observações e descobertas

### Estudos químicos

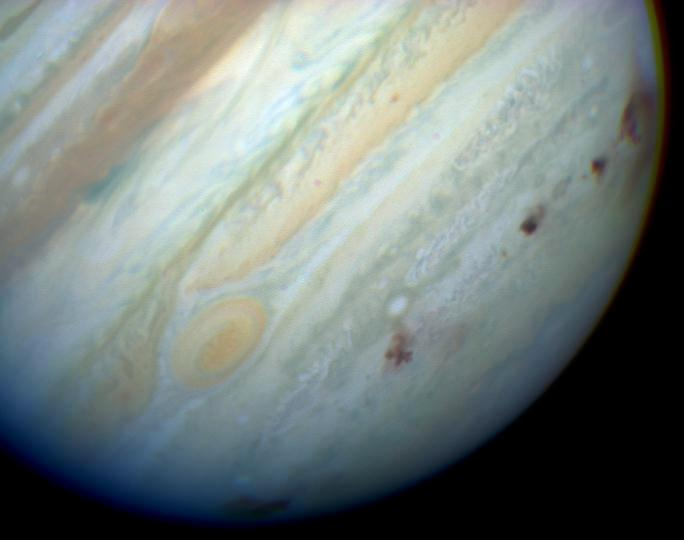
Manchas causadas pelo impacto no hemisfério sul de Júpiter

Observadores esperavam que os impactos dessem a primeira visão das nuvens abaixo da parte mais externa de Júpiter, já que os materiais internos da atmosfera de Júpiter seriam expostos pelo impacto. Estudos espectroscópicos revelaram linhas de absorção no espectro de Júpiter devido ao enxofre diatômico (S2) e ao dissulfeto de carbono (CS2). Essa foi a primeira vez que esses compostos foram vistos em Júpiter. Também foram encontrados amônia (NH3) e sulfeto de hidrogênio (H2S). A quantidade de enxofre encontrada é bem maior do que a quantidade que poderia estar no núcleo do cometa, o que significa que o material interno de Júpiter foi revelado. Para a surpresa dos astrônomos, não foi encontrado dióxido de enxofre.
Assim como essas moléculas, emissões de átomos como ferro, magnésio e silício foram detectadas, em quantidades correspondentes às encontradas no núcleo de cometas. Apesar de quantidades significativas de água serem encontradas, ela não foi encontrada como previsto, o que significa que a camada de água que se pensa existir em Júpiter é muito fina, ou que o cometa não atingiu uma profundidade muito grande.

### Ondas sísmicas
Como previsto, o impacto gerou ondas sísmicas que atravessaram Júpiter a uma velocidade de 450 km/s. Elas foram observadas por mais de duas horas após os impactos principais. Pensa-se que as ondas estavam viajando em uma camada estável que as guiou, e que estavam na nuvem hipotética de água da troposfera. No entanto, outra evidência parece indicar que os fragmentos do cometa não alcançaram a camada de água, e as ondas se propagaram na estratosfera.

### Outras observações

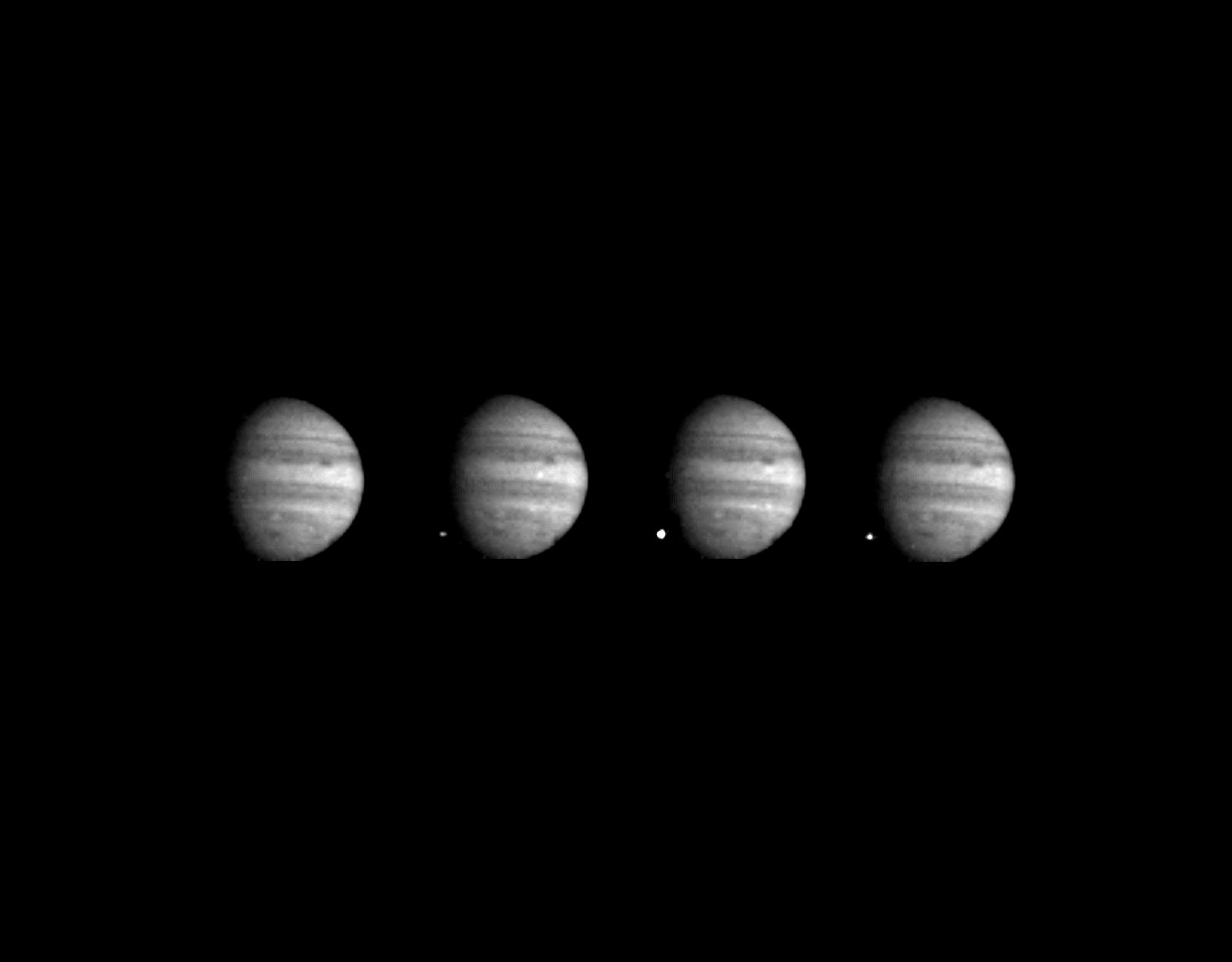
Uma sequência de imagem da sonda Galileu, mostrando a aparência da bola de fogo causada pelo fragmento G

Observações de rádio revelaram um aumento na emissão em um comprimento de onda de 21 cm após os impactos principais, que atingiu um pico de 120% das emissões normais de Júpiter. Acredita-se que isso ocorreu devido à radiação síncrotron, causada por uma injeção de elétrons com velocidades próximas à da luz na magnetosfera de Júpiter pelo impacto.
Cerca de uma hora depois do impacto do fragmento K, observadores registraram emissões aurorais próximas à região do impacto, e também do lado oposto de Júpiter. É difícil saber a causa dessas emissões devido à falta de conhecimento acerca do campo magnético interno de Júpiter e à geometria das regiões de impacto. Uma possível explicação diz que as ondas de choque do impacto aceleraram partículas carregadas o suficiente para causar esse fenômeno, que também é associado a partículas de ventos solares que se movem rapidamente que afetam a atmosfera de um planeta em torno dos polos magnéticos.

## Análises após o impacto

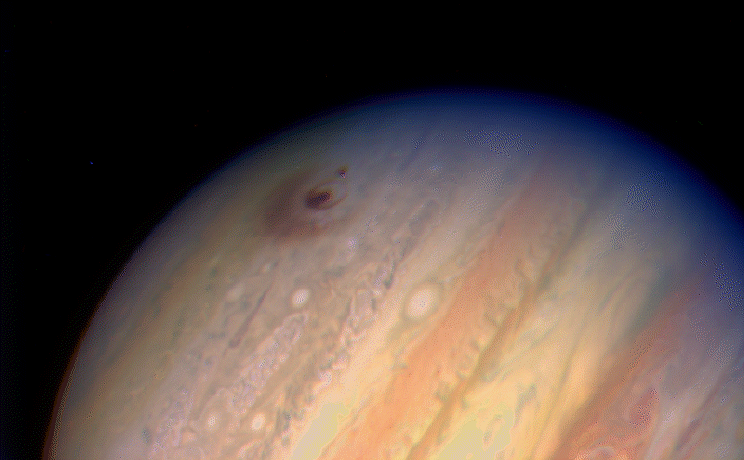
A mancha causada pelo impacto do fragmento G

Uma das surpresas do impacto foi a pequena quantidade de água revelada. Antes do impacto, modelos da atmosfera de Júpiter mostraram que a desintegração dos maiores fragmentos ocorreria com uma pressão atmosférica de 30 kPa a alguns MPa (de 0,3 a algumas centenas de bars), com algumas previsões que o cometa iria penetrar uma camada de água e criar um manto azulado nessa região.
Astrônomos não observaram grandes quantidades de água após as colisões, e estudos dos impactos revelaram que a fragmentação e destruição dos fragmentos do cometa ocorreram em altitudes mais altas que o esperado, com os maiores fragmentos sendo destruídos quando a pressão chegou a 250 kPa, bem acima da profundidade da camada de água. Os fragmentos menores provavelmente foram destruídos antes mesmo de chegarem à camada das nuvens.

## Efeitos de longo prazo
As manchas causadas pelo impacto puderam ser vistas durante muitos meses. Elas eram muito proeminentes, e observadores as descreveram como mais fáceis de visualizar do que a Grande Mancha Vermelha existente no planeta. Uma procura de observações históricas revelou que as manchas foram as características temporárias mais proeminentes já vistas em Júpiter. Enquanto a Grande Mancha Vermelha é notável por sua cor marcante, nenhuma outra mancha do tamanho e escuridão das manchas causados pelo cometa Shoemaker-Levy 9 já foi registrada.
Observações espectroscópicas descobriram que a amônia e o sulfeto de carbono persistiram por pelo menos quatorze meses após as colisões, com uma quantidade considerável de amônia presente na estratosfera, ao contrário de sua localização normal, na troposfera.
A temperatura atmosférica voltou ao nível normal muito mais rápido nas manchas maiores do que nas menores: nas manchas maiores, a temperatura aumentou em uma região de 15 000 a 20 000 km de largura, mas voltou a um nível normal após uma semana do impacto. Nas manchas menores, temperaturas de 10 K maiores que a área ao redor delas persistiram por quase duas semanas. A temperatura da estratosfera aumentou imediatamente após o impacto, e em 2 ou 3 semanas abaixou para uma temperatura mais baixa do que normalmente, e depois aumentou lentamente ao nível normal.

## Frequência de impactos

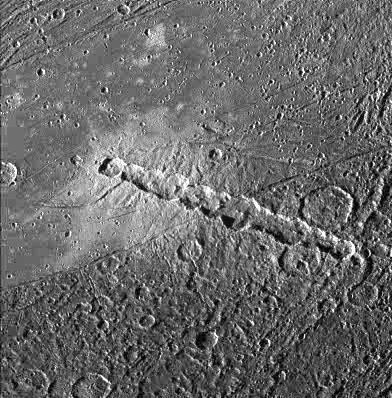
Uma cadeia de crateras em Ganimedes, provavelmente causada por um evento parecido. A imagem cobre uma área de aproximadamente 190 km

Shoemaker-Levy 9 não foi o único cometa que orbitou Júpiter; têm-se conhecimento de que pelo menos cinco cometas (incluindo 82P/Gehrels, 147P/Kushida-Muramatsu, e 111P/Helin-Roman-Crockett) já orbitaram Júpiter temporariamente. Órbitas cometárias em Júpiter são instáveis, já que são altamente elípticas e são perturbadas pela gravidade do Sol quando os cometas estão mais afastados do planeta.
Sendo o planeta mais massivo do Sistema Solar, Júpiter captura objetos frequentemente, mas o tamanho de Shoemaker-Levy 9 fez com que este evento fosse uma raridade; um estudo após o impacto revelou que cometas com 0,3 km de diâmetro são capturados uma vez a cada 500 anos e que cometas de 1,6 km de diâmetro são capturados uma vez a cada 6 000 anos.
Há muitas evidências de que cometas foram previamente fragmentados e colidiram com Júpiter e seus satélites. Durante as missões do programa Voyager, foram identificadas treze cadeias de crateras em Calisto e três em Ganimedes. Suas origens eram inicialmente um mistério. Cadeias de crateras vistas na Lua geralmente estão perto de crateras maiores, e por isso pensa-se que elas tenham sido causadas por impactos secundários, mas as cadeias de crateras dos satélites de Júpiter não estão ligadas a nenhuma cratera principal. Por isso, o impacto do Shoemaker-Levy 9 mostrou que essas crateras surgiram de um cometa que foi fragmentado e colidiu com esses satélites.

### Impacto de 29 de julho de 2009
Em 29 de julho de 2009, uma nova mancha do tamanho do Oceano Pacífico apareceu no hemisfério sul de Júpiter. Medições termais em infravermelho mostraram que o local do impacto estava quente e análises espectroscópicas detectaram uma produção excessiva de amônia quente e poeira rica em sílica nas camadas superiores da atmosfera de Júpiter. Cientistas concluíram que outro evento de impacto ocorreu, provavelmente com um pequeno asteroide que ainda não tinha sido descoberto.

## Júpiter como um "aspirador cósmico"
O impacto do Shoemaker-Levy 9 destacou o papel de Júpiter como um tipo de "aspirador cósmico" para o sistema solar interior. O grande campo gravitacional do planeta atrai muitos cometas e pequenos asteroides, fazendo com que ele seja um alvo frequente de impactos, com uma frequência de impactos de 2 000 a 8 000 vezes maior do que na Terra. Se Júpiter não estivesse presente, a possibilidade de impacto no sistema solar interior seria muito maior.
A extinção dos dinossauros no final do período Cretáceo provavelmente foi causada pelo evento de impacto que criou a cratera de Chicxulub, o que mostra que os impactos são perigos sérios para a vida da Terra. Astrônomos especularam que sem a ação de Júpiter, eventos de extinção seriam mais frequentes na Terra, e a vida complexa não seria capaz de se desenvolver. Esta é uma parte do argumento usado na hipótese da Terra rara.
Porém, recentemente, tem sido demonstrado que é possível que a presença de um gigante gasoso possa aumentar a frequência de impactos na Terra.